# Abyss (serie de televisión)
Abyss (en hangul, 어비스; romanización revisada, Eobiseu), es una serie de televisión surcoreana transmitida del 6 de mayo del 2019 hasta el 25 de junio del mismo año través de TVN.

## Sinopsis
La serie sigue a Ko Se-yeon, una excelente, fuerte y hermosa fiscal del Estado, y a Cha Min, empresario y heredero de Cosméticos Lan. Mientras Se-yeon es guapa y admirada por muchos, su mejor amigo, Min, es poco atractivo pero de buen corazón. Un día, Min, tras otra decepción amorosa, decide suicidarse con tan mala suerte que cuando había decidido no hacerlo, es embestido por un extraterrestre que, en un accidente, termina con la vida de Min.
Este extraterrestre, arrepentido por su acto accidental, decide revivir a Min con un "Abyss", un objeto que devuelve a la vida a cualquier cosa muerta con la apariencia de su alma. A partir de ese momento, Min será el nuevo dueño del "Abyss" resucitando con la apariencia de su alma. Se convierte así en un joven alto y muy atractivo, nada parecido a la apariencia física que tenía antes de su muerte.
Se-yeon, por su parte, sufre un destino parecido y es asesinada en su domicilio. Min, roto por esta pérdida, la resucita con el "Abyss" sin querer, y juntos, emprenden una aventura en la que, con la ayuda de Dong-cheol, Mi-do y Hee-jin, logran averiguar quién es el asesino de Se-yeon.

## Reparto

### Personajes principales
- Park Bo-young como Ko Se-yeon / Lee Mi-do, es una hermosa, fuerte y consumada fiscal, que luego de sufrir un accidente fatal reencarna como una abogada de un bufete de abogados con una cara completamente nueva.[4][5]
  - Kim Sa-rang como Se-yeon (antes de morir).
  - Lee Soo-min como Se-yeon (de joven).
- Ahn Hyo-seop como Cha Min, el inteligente pero inseguro heredero de una compañía de cosméticos que reencarna como un atractivo administrador de una firma de abogados.[6][7]
  - Ahn Se-ha como Min (antes de morir; aparición especial, ep. 1).
  - Yang Han-yeol como Min (de joven).
- Lee Sung-jae como Oh Young-cheol / Oh Sung-cheol, es un cirujano experto que se conoce como una leyenda en la comunidad médica, que tiene una actitud misteriosa y secretos ocultos.[8]

### Personajes secundarios
- Lee Si-eon como Park Dong-cheol, un detective de delitos violentos que asiste a la abogada Se-yeon.[9][10]
- Kwon Soo-hyun como Seo Ji-wook / Oh Tae-jin, un abogado de la fiscalía y uno de los colegas de Se-yeon antes de su muerte, un hombre que parece amable pero que en realidad resulta ser uno de los responsables de la muerte de ella.
- Han So-hee como Jang Hee-jin / Oh Soo-jin, la ex-prometida del antiguo Min, quien lo deja el día de su boda, ya que sólo estaba interesada en el dinero.[11]
  - Kang Ye-seo como Hee-jin, de joven (ep. #5)
- Song Sang-eun como Lee Mi-do, la antigua colega de Se-yeon y la exnovia de Dong-cheol, quien luego de dejar Corea para irse a los Estados Unidos, regresa con un nuevo rostro.
- Yoon Yoo-sun como Uhm Ae-ran, la dominante madre de Min y la cabeza del imperio cosmético de la familia.
- Lee Cheol-min como Park Ki-man, el vengativo padre de una de las víctimas del asesino en serie de Eomsan-dong.
- Shim Yoon-bo como Mr. Kim, el jefe de departamento.

### Otros personajes
- Song Min-jae (ep. #1).
- Park Sung-yeon como Park Mi-soon, la niñera de Min.
- Lee Joon-hee como un abogado (ep. #16).

### Apariciones especiales
- Seo In-guk como un ángel de la muerte, responsable de revivir a Min (ep. 1).[12]
- Jung So-min como un ángel de la muerte, responsable de revivir a Min (ep. 1).
- Park Ye-young como una enfermera (ep. 7, 10, 12).[13][14]

## Episodios
La serie está conformada por 16 episodios, los cuales se emiten todos los lunes y martes a las 21:30 (KST).

### Raitings
Los número en color rojo indican las calificaciones más altas, mientras que los números en azul las más bajas.
| Episodio | Fecha de Emisión    | Promedio de Audiencia compartida | Promedio de Audiencia compartida |
| Episodio | Fecha de Emisión    | AGB Nielsen                      | AGB Nielsen                      |
| Episodio | Fecha de Emisión    | Escala Nacional                  | Seúl                             |
| -------- | ------------------- | -------------------------------- | -------------------------------- |
| 1        | 6 de mayo de 2019   | 3.858%                           | 4.836%                           |
| 2        | 7 de mayo de 2019   | 3.682%                           | 4.620%                           |
| 3        | 13 de mayo de 2019  | 3.142%                           | 3.791%                           |
| 4        | 14 de mayo de 2019  | 3.219%                           | 4.024%                           |
| 5        | 20 de mayo de 2019  | 2.743%                           | 3.345%                           |
| 6        | 21 de mayo de 2019  | 3.346%                           | 3.720%                           |
| 7        | 27 de mayo de 2019  | 2.365%                           | 2.817%                           |
| 8        | 28 de mayo de 2019  | 2.339%                           | 2.956%                           |
| 9        | 3 de junio de 2019  | 2.704%                           | 3.353%                           |
| 10       | 4 de junio de 2019  | 2.251%                           | 2.979%                           |
| 11       | 10 de junio de 2019 | 2.273%                           | 2.360%                           |
| 12       | 11 de junio de 2019 | 2.156%                           | 2.537%                           |
| 13       | 17 de junio de 2019 | 2.151%                           | 2.370%                           |
| 14       | 18 de junio de 2019 | 2.035%                           | 2.168%                           |
| 15       | 24 de junio de 2019 | 2.043%                           | 2.308%                           |
| 16       | 25 de junio de 2019 | 2.308%                           | 2.889%                           |
| Promedio | Promedio            | 2.662%                           | 3.192%%                          |

## Música
| N.º | Artista (as)   | Canción                  | Estreno            |
| --- | -------------- | ------------------------ | ------------------ |
| 1   | Suran y Coogie | "Into The Abyss"         | 14 de mayo de 2019 |
| 1   | -              | "Into The Abyss" (Inst.) | -                  |
| 2   | Kim Feel       | "Fallin'"                | 21 de mayo de 2019 |
| 2   | -              | "Fallin'" (Inst.)        | -                  |

## Premios y nominaciones
| Año  | Categoría              | Premio            | Nominado     | Resultado |
| ---- | ---------------------- | ----------------- | ------------ | --------- |
| 2019 | Mejor actor revelación | Korea Drama Award | Ahn Hyo-seop | pendiente |

## Producción
La serie fue dirigida por Yoo Je-won, quien contó con el apoyo del escritor Moon Soo-yeon (문수연).
La primera lectura del guion se realizó en marzo del 2019 en Seúl.
La serie fue transmitida a través de tvN.

### Emisión internacional
Desde el día 16 del mismo mes se comenzó a trasmitir semanalmente por streaming por Netflix para casi todo el mundo excepto Canadá, Argentina, Suecia y Japón, donde se estrenará completa el 26 de julio y en Hong Kong y Macao el 1 de julio.